# میخائیل میرویچ
میخائیل الکساندرویچ میرویچ (روسی: Михаи́л Алекса́ндрович Мееро́вич) آهنگساز و موسیقی‌دان مشهور اهل روسیه بود. او دانش‌آموختهٔ کنسرواتوار دولتی چایکوفسکی مسکو بود.
از فیلم‌ها یا مجموعه‌های تلویزیونی که وی در آن‌ها نقش داشته است، می‌توان به خارپشتی در مه و خرگوش و تفنگ اشاره نمود.